# Helen Flint
Helen Flint (Chicago, 14 gennaio 1898 – Washington, 9 settembre 1967) è stata un'attrice statunitense.

## Filmografia parziale
- La sedia elettrica (Midnight), regia di Chester Erskine (1934)
- While the Patient Slept, regia di Ray Enright (1935)
- Doubting Thomas, regia di David Butler (1935)
- Ah, Wilderness!, regia di Clarence Brown (1935)
- Riffraff, regia di J. Walter Ruben (1936)
- Lord Fauntleroy (Little Lord Fauntleroy), regia di John Cromwell (1936)
- Furia (Fury), regia di Fritz Lang (1936)
- Give Me Your Heart, regia di Archie Mayo (1936)
- Legione nera (Black Legion), regia di Archie Mayo (1937)
- I demoni del mare (Sea Devils), regia di Benjamin Stoloff (1937)
- Step Lively, Jeeves!, regia di Eugene Forde (1937)
- Married Before Breakfast, regia di Edwin L. Marin (1937)
- Blonde Trouble, regia di George Archainbaud (1937)